# Sérothérapie
Appelée également immunisation artificielle passive, la sérothérapie ou sérumthérapie ou plasmothérapie est l'utilisation thérapeutique du sérum sanguin (partie non cellulaire du sang) se caractérisant par l'administration et par l'injection sous-cutanée, intramusculaire ou intra-rachidienne (l'intérieur du liquide entourant la moelle épinière) d'un sérum immunisant. Celui-ci est soit d'origine animale, provenant d'un animal qui a été vacciné contre une maladie infectieuse, soit d'origine humaine. La sérothérapie, l'une des formes de l'immunité passive, permet de neutraliser un antigène microbien, une bactérie, une toxine, un virus ou encore un venin. Une variante en est la séroprophylaxie, traitement utilisé en prévention, avant que la maladie soit déclarée ou acquise.

## Histoire
Charles Richet, en injectant en 1888 le sérum d'un chien inoculé avec des staphylocoques, réussit à immuniser les lapins, signant ainsi l'invention de la sérothérapie. Le 6 décembre 1890, il injecte du sérum à un tuberculeux à l'Hôtel-Dieu de Paris. C'est la première injection humaine de sérum dans un but thérapeutique. Parmi les premiers essais de sérothérapie on peut rappeler les recherches menées par Babes en 1889 sur le traitement préventif de la rage par le sérum d'animaux vaccinés.
Sur le même principe, Albert Calmette développe la sérothérapie antivenimeuse (et la vaccination antituberculeuse).
En 1894, le docteur Émile Roux, ancien disciple de Louis Pasteur, constate que, si l'on vaccine un cheval en lui injectant des doses croissantes de toxine diphtérique, on provoque chez lui l'apparition de grandes quantités d'anticorps antidiphtériques. Roux a donc l'idée de transférer le sérum de ce cheval ainsi « hyperimmunisé » à des malades atteints de la diphtérie. Un grand nombre de malades guérissent : la sérothérapie est née.
Les sérums d'origine animale contiennent des anticorps spécifiques d'une toxine ou d'un microbe : antidiphtérique (contre Corynebacterium diphtheriae),  antitétanique ou antivenimeux (contre le venin de serpent du groupe des vipères notamment). Souvent produits par des chevaux à partir des années 1890, ils ont été utilisés en médecine humaine pendant de nombreuses années et le sont encore parfois. 
Cependant, la sérothérapie déclenche parfois une réaction grave, de type allergique, dite maladie sérique, découverte à partir de 1894 avec l'utilisation de l'antitoxine de la diphtherie puis avec l'immunoglobuline équine antirabique,, car le sérum contient des protéines animales contre lesquelles le système immunitaire du receveur peut réagir violemment. 
En France, le 25 avril 1895, une loi vient encadrer la préparation et l'utilisation des sérums. Le 15 mai de la même année, par décret du ministre de l'Intérieur est créé un comité sous l'autorité de l'Académie de médecine afin de contrôler les autorisations données aux laboratoires fabriquant les sérums.
Parmi d'autres, Wilde et al. (en 1989) ont pointé l'importance de standardiser et améliorer les méthodes de purification des sérums afin d'en réduire, tant que possible les effets secondaires.
Les sérothérapies antivenimeuse et antitétanique sont encore utilisées au XXIe siècle et certains sérums d'origine animale ont aussi une utilisation en médecine vétérinaire : par exemple, un sérum antivenimeux peut être administré à un chien (ou autre animal) mordu par une vipère.
Au début du XXIe siècle dans les pays où la rage est encore endémique, la demande en sérum antirabique a augmenté exponentiellement depuis plusieurs décennies sans que l'offre en immunoglobulines antirabiques humaines (HRIG) ni équine (ERIG) ne puisse répondre à toute la demande, ce pourquoi un médicament biologique (potentiellement moins cher et plus efficace) est recherché, dont un fabriqué à partir d'anticorps monoclonaux murins (de souris dits MoMAb dont les premiers essais ont été prometteurs puisqu'ils semblent aussi efficaces que les immunoglobulines antirabiques humaines).
Les anticorps monoclonaux humains (Mabs) neutralisant le virus de la rage ont aussi été testés comme alternative potentielle. Mais chez le hamster utilisé comme modèle animal, un lyssavirus de chauve-souris européenne n'a été neutralisé ni par les Mabs ni par l'immunoglobulines antirabique classique (ou RIG pour « Rabic immune globulin »). De plus, le virus Duvenhage a été neutralisé par RIG, mais pas par Mabs, et les virus Bat de Lagos et Mokola ont été neutralisés par un Mab mais pas par RIG, un Mab a abouti à une protection comparable à la RIG humaine. Ces résultats suggèrent que les Mabs pourraient fournir une alternative prometteuse au RIG.
Au printemps 2020, la sérothérapie fait partie des solutions testées et envisagées contre la COVID-19, notamment en France avec l'essai Coviplasm. En pleine épidémie, les américains élargissent la base de collecte avant même que des résultats probants n'aient été publiés,. Il en est de même au Canada qui attend des résultats pour la mi-juillet mais autorise dans certains contextes l'usage de cette méthode,,.

## Le transfert artificiel d'immunité passive
L'immunité passive acquise artificiellement est une immunisation de court terme obtenue par le transfert artificiel d'anticorps. Elle peut prendre plusieurs formes : 
1. Plasma sanguin humain, sérum animal (obtenu par plasmaphérèse) ;
2. Immunoglobulines humaines regroupées pour injection intraveineuse ou intramusculaire ;
3. Immunoglobulines à titre élevé, venant de donneurs immunisés ou de donneurs ; convalescents ;
4. Anticorps monoclonaux.

### Avantages
- La réponse immunitaire d'un individu ayant reçu une « immunité passive » est plus rapide qu'avec un vaccin, presque immédiate ; elle peut rendre (provisoirement) immune une personne ne répondant pas autrement à l'immunisation, souvent en quelques heures ou quelques jours.
- Le transfert passif d'immunité peut prévenir une maladie ou la guérir, notamment dans le cas de maladies d’immunodéficience (ex. : hypogammaglobulinémie)[17].
- Il traite plusieurs types d'infection aiguë et peut traiter certaines intoxications[18].
- Une mère vaccinée peut ensuite transmettre (provisoirement) cette nouvelle immunité à son bébé[19] (et en plus de conférer une immunité passive, l'allaitement maternel a d'autres effets bénéfiques durables pour la santé du bébé, dont une diminution du risque d'allergies et d'obésité)[20].

### Risques et inconvénients
- L’immunité que procure naturellement l'immunisation passive maternelle commence à rapidement décliner peu après la naissance, ne perdurant que quelques semaines à trois à quatre mois. De même, après un transfert d'anticorps, un patient risque d'être infecté par le même agent pathogène plus tard, à moins qu'il n'acquière par une autre voie une immunité active, ou qu'il ait été vacciné[21] (l'immunité active prend le relais de l'immunité passive au fur et à mesure que le corps rencontre de nouveaux agents infectieux)[22],[23].
- Dans le cas où l'immunisation vise à neutraliser une toxine microbienne, la sérothérapie doit être faite rapidement, dès la confirmation diagnostique du caractère toxinique de la bactérie ; et « en présence de signes toxiniques, la sérothérapie doit être instituée en urgence avant la confirmation du caractère tox+. En effet, une fois la toxine fixée sur ses cibles, le traitement est inefficace » rappelait en 2019 le Haut Conseil de la santé publique[24].
- Rarement, des réactions graves d'hypersensibilité aiguë (choc anaphylactique, tempête de cytokine... peuvent survenir (dans les deux heures après injection) et induire un syndrome de défaillance multiviscérale potentiellement rapidement mortel ; en particulier après injection de gammaglobuline d'origine non humaine, équine par exemple ; à titre d'exemple, en cas d'antitoxines (protéines d'origine équine) injectées contre la diphtérie, selon l'OMS, un choc anaphylactique survient dans 0,6 % des cas ; la « technique de Besredka » limite ce risque en testant préalablement la tolérance du patient au sérum via l'injection sous-cutanée de 0,1 ml de sérum puis 15 minutes plus tard de 0,25 ml ; sans réaction dans les 15 min qui suivent, on admet que la dose requise sera supportée ; si le patient ne tolère pas la dose nécessaire, elle peut être diluée et donnée en doses croissantes tous les quarts d’heure jusqu’à tolérance de l’injection[24].
- Moins rarement, une maladie sérique survient (alors dans les 8 à 12 jours suivant l'injection)[21],[24], et à titre d'exemple, concernant les antitoxines diphtériques, selon l'OMS une maladie sérique survient dans environ 3 % des cas[24].
- Les IgG maternelles peuvent inhiber l'induction de la réponses vaccinales durant au moins la première année de vie (cet effet est contré par les réponses secondaires induites par les rappels de vaccination). Ceci doit être pris en compte dans le calendrier vaccinal.
- Enfin, la production d'anticorps à échelle industrielle reste très coûteuse et difficile. En situation de pandémie comme dans le cas de la COVID-19, des dizaines de milliers de donneurs humains encore convalescents devraient en urgence donner du sang, ou il faudrait produire des anticorps à partir de sang d'animaux immuns ou par des techniques de génie génétique, ce qui peut présenter certains risques (maladie sérique due aux protéines de l'animal immun, réactions allergiques, choc cytolytique, virus ou prions…)[25].
- Les traitements par anticorps peuvent prendre du temps et sont administrés par injection intraveineuse ou IV, tandis qu'un vaccin ou un vaccin par injection prend moins de temps et présente moins de risques de complications qu'un traitement par anticorps. L'immunité passive est efficace, mais ne dure que peu de temps[26].
- Un dernier inconvénient est qu'en cas de pandémie (COVID-19 par exemple), une personne ayant reçu une sérothérapie réagira comme une personne immunisée quand on la testera, alors que son immunité ne sera que provisoire (elle n'est pas vaccinée), ce qui peut compliquer la gestion du risque pandémique.